# 工藤哲生 (小惑星)
工藤哲生（くどうてつお、110742 Tetuokudo）は小惑星帯の小惑星。愛媛県久万高原町の久万高原天体観測館で中村彰正が発見した。
熊本県西合志町のアマチュア天文家で、C/2002 X5（工藤・藤川彗星）の発見者の一人である工藤哲生から命名された。